# Сальватьерра, Адриана
Адриана Сальватьерра Арриаса (исп. Adriana Salvatierra Arriaza; род. 3 июня 1989, Санта-Крус-де-ла-Сьерра, Боливия) — боливийский политический деятель. В течение нескольких часов 10 ноября 2019 года де-юре исполняла обязанности президента Боливии, не вступая при этом официально в должность. Однако вскоре подала в отставку. До этого была председателем сената Боливии с января 2019 года.

## Биография

### Семья
Адриана Сальватьерра родилась в семье Уго Сальватьерры и Луисы Эрминии Арриасы, вовлеченных в леворадикальную деятельность в Боливии и Чили (в итоге по праву крови Адриана имела двойное гражданство, но из-за критики оппонентов в свете напряженных отношений между Боливией и Чили была вынуждена публично отказаться от своего чилийского гражданства 15 февраля 2019 года).  
Ее отец во время военной диктатуры Уго Бансера бежал в изгнание в Чили, где вступил в ряды Левого революционного движения (MIR) и женился на комсомольской активистке Луисе Эрминии Арриасе. После переворота 1973 года и свержения президента Сальвадора Альенде Уго Сальватьерра бежал в Европу, тогда как Арриаса и их дочь поселились в Боливии. Пара воссоединилась тринадцать лет спустя и родила вторую дочь, Адриану. Ее отец был кандидатом на пост мэра Санта-Крус-де-ла-Сьерра и префектом департамента Санта-Крус, а затем занимал пост министра сельского развития при Эво Моралесе с 2006 по 2007 год.  

### Образование и личная жизнь
Сальватьерра училась в Автономном университете имени Габриэля Рене Морено, который окончила в 2013 году со степенью в области политологии и государственного управления, специализируясь на политическом анализе (позже она получила степень магистра в области прав человека и демократии в Латинской Америке в 2022 году и с того же года работает в Латиноамериканском стратегическом центре геополитики).  
21 марта 2022 года Сальватьерра вышла замуж за аргентинского журналиста-перониста Хоакина Лопеса — своего партнера и «соратника по идеям и борьбе» с 2020 года. Их сын родился 7 июля 2022 года и был назван Себастьяном Андресом — такой псевдоним отец Сальватьерры использовал в 1970-х годах. 

### Начало политической деятельности
В детстве Адриана Сальватьерра сопровождала отца на избирательные кампании, политические митинги и профсоюзные собрания, что привело к ее раннему вовлечению в политику. Уже в 2005 году, когда ей было всего 16 лет, она вступила в ряды «Движения к социализму».  
В 2014 году молодёжная организация партии избрала её кандидатом в сенаторы за её профессионализм и низовую работу с общественными, гражданскими и крестьянскими организациями. Проработав заместителем сенатора Карлоса Ромеро четыре месяца с января по май 2015 года, после его назначения министром администрации Моралеса 26 мая 2015 года она в возрасте 26 лет заняла его вакантное место и сама стала сенатором от департамента Санта-Крус. 

### Председатель Сената
17 января 2019 года парламентское большинство, представляющее «Движения к социализму», избрало Сальватьерру на пост президента Сената на законодательный период 2019–2020 годов; она была приведена к присяге на следующий день. Помимо того, что она была третьей женщиной, занявшей этот пост, в возрасте 29 лет Сальватьерра была и самым молодым председателем Сената в истории Боливии. На своей инаугурации Сальватьерра подчеркнула важность процесса реформ, осуществлявшихся ее партией с 2006 года и расширивших возможности для женщин и молодежи участвовать в политике.  
Когда 17 июля вице-президент Альваро Гарсиа Линера отправился на международный форум в Мексику, а президент Эво Моралес только возрващался обратным рейсом из Аргентины, Сальватьерра на несколько часов пробыла исполняющей обязанности главы государства, что сделало ее самой молодой из людей, когда-либо занимавших высшую исполнительную власть в стране (моложе Антонио Хосе де Сукре). 

### Отставка и дальнейшая жизнь
10 ноября 2019 года президент Боливии Эво Моралес объявил о своей отставке после протестов и ультиматума от военных. Вслед за ним свой пост покинул вице-президент страны Альваро Гарсиа Линера. Следующий в очереди на исполнение обязанностей президента был председатель Палаты депутатов Виктор Борда, который, однако, ушёл в отставку раньше президента Моралеса. Согласно Конституции в таком случае исполнять обязанности президента должна председатель Сената Адриана Сальватьерра.
В условиях политического кризиса в стране Сальватьерра объявила о своей отставке в этот же день и попросила убежища в мексиканском посольстве в Ла-Пасе, вскоре после того, как это сделал и сам Моралес. В силу отказа первого вице-председателя её на посту тогда сменила второй вице-председатель Сената Жанин Аньес. Однако позже Сальватьерра утверждала, что, хотя она и подала в отставку, Сенат к тому времени её ещё не принял, и, следовательно, она оставалась председателем Сената.
Сенат окончательно принял её отставку 14 ноября 2019 года и избрал новым председателем ее однопартийку Монику Ева Копа. Партия «Движение к социализму» оказалась разделена в мнениях относительно поступка Сальватьерры: некоторые считали его правильным бойкотом, тогда как другие обвиняли в том, что так она открыла дорогу для прихода к власти Аньес и правой оппозиции. Восточное крыло партии подняло вопрос о ее исключении, однако конгресс крестьянских федераций в Санта-Крус-де-ла-Сьерра принял решение исключить Карлоса Ромеро, но сохранить Сальватьерру в партийных рядах. Вскоре городское отделение «Движения к социализму» выдвинуло ее кандидатуру на пост мэра Санта-Крус-де-ла-Сьерра, однако она заняла только третье место с 16,53% голосов.